# 庄浪州
庄浪州，元朝时设置的州。
大德八年（1304年）降庄浪路为州，治所在今甘肃省庄浪县（水洛城）西北南湖。属陕西等处行中书省。辖境相当今庄浪河流域。明朝洪武三年（1370年）属凤翔府。洪武八年（1375年），降为县，改属静宁州。 